# Économie numérique
Vous pouvez aider à l'améliorer ou bien discuter des problèmes sur sa page de discussion.
- Il doit être recyclé. La réorganisation et la clarification du contenu sont nécessaires. (Marqué depuis mai 2009)

Le terme économie numérique tente de conceptualiser le secteur des activités économiques liées à l’informatique. Ces activités peuvent être basées sur des modèles économiques classiques ou nouveaux tels que celui qui fonde le web 2.0 et plus particulièrement l'entreprise 2.0.

## Définition
La juxtaposition des mots économie et numérique fait référence à une « économie des nombres ». Cette vision mathématique qui est plus restrictive que la notion d’« économie informatique » semble donner la priorité aux nombres sur les autres types d’informations[réf. nécessaire].
Souvent le terme économie numérique renvoie d'une manière réductrice au commerce électronique laissant de côté d'autres composantes telles que les services, les infrastructures et la technologie sous-jacente. Plus précisément, le terme devrait renvoyer aux télécommunications, audiovisuel, logiciel, réseaux informatiques, services informatiques, services et contenu en ligne. Selon GfK, le marché numérique regroupe les technologies informatiques (ordinateurs, téléphones, lecteurs, GPS…) et les services de communication (réseaux sociaux, ventes en ligne…) et s'établirait à 681 milliards en 2009.
Le numérique regroupe les Technologies de l'Information et de la Communication ainsi que l'ensemble des techniques utilisées dans le traitement et la transmission des informations telles que par exemple les télécommunications, internet ou l'informatique. Le secteur du numérique désigne le secteur d'activité économique relatif aux Technologies de l'Information et de la Communication et à la production et à la vente de produits et services numériques.
L'économie numérique au sens scientifique du terme est l'étude des biens immatériels qui sont par définition des biens non rivaux à coût marginal nul. Cette définition induit de nouvelles relations, de nouveaux modèles d'échange/partage, uniquement possible par Internet, un nouveau concept de propriété privée. Il s'agit d'un sous-domaine complet de l'économie, à ne pas confondre avec le secteur du numérique qui relève de l'économie classique, ni avec la numérisation de l'économie, processus inéluctable portant sur tous les biens matériels et sur tous les services. Comme ces biens immatériels sont des créations de l’esprit de nature artistique ou intellectuelle, l'économie numérique apporte de nouveaux modèles et de nouvelles possibilités pour l'économie de la connaissance pour et l'économie de la culture.

## Les nouveaux modèles de l'économie numérique[2]
Les plates-formes multifaces : elles mettent en contact plusieurs groupes de clients distincts mais interdépendants (avec des possibilités d'interactions). Elles n'ont de valeur pour un groupe de clients que si les autres groupes sont également présents. Elles augmentent leur valeur en attirant toujours davantage d'utilisateurs (effet réseau). Exemple : Google, qui fournit des annonces publicitaires extrêmement ciblées (revente des données et habitudes clients), eBay, Apple (et son App Store).
Le modèle de la première dose gratuite : un segment de clients important a la possibilité de bénéficier de manière continue d'une offre gratuite, grâce à différentes configurations. La gratuité assure l'effet de levier pour établir la notoriété et la popularité. Par exemple, le groupe de clients qui ne paye pas est « subventionné » par un autre groupe qui achète des espaces de publicité, fait des dons, ou par un autre groupe de clients qui souscrit à une offre supérieure en termes de services, payante cette fois. Exemple : Flickr, Skype ou Google. On parle aussi de modèle Freemium/Premium, application au monde numérique du principe de « la première dose de drogue gratuite ». À partir du moment où les gens ont pris du temps à s'investir pour essayer de découvrir l'outil et qu'ils découvrent sa puissance, l'effet qu'il peut produire sur notre vie, les utilisateurs sont prêts à payer pour des fonctions plus avancées, à des facilités ou simplement à l'absence de publicité.
Le modèle Lead-time. Le produit immatériel (logiciel, service sur le web) est payant dans sa version la plus évoluée, la dernière version. Puis le produit devient gratuit quelque temps après sa phase de commercialisation. Par exemple, dans le cas d'une mise à jour d'un logiciel, le fabricant peut décider de rendre gratuite une version antérieure. Les clients intéressés par l'innovation proposée doivent payer, tandis que les autres peuvent disposer gratuitement de l'ancien produit, ce qui contribue aussi à le faire connaître.
Le modèle ouvert ou collaboratif : certaines entreprises innovent ou créent de la valeur en collaborant avec des partenaires extérieurs indépendants. Il ne s'agit pas d'une simple externalisation de l'innovation, mais d'une association aux bénéfices mutuels pour les parties. L'entreprise partage avec l'extérieur (partenaires, communauté de clients) ses projets, ses innovations (brevets), le travail de son département Recherche et Développement(R&D). Par exemple, IBM a utilisé le système d'exploitation (OS) GNU/Linux pour la promotion de ses applications qui tournent sur cet OS, bénéficiant au passage de l'innovation de la communauté du logiciel libre. Procter&Gamble a dynamisé son secteur Recherche et Développement en l'ouvrant aux partenariats extérieurs, sans pour autant investir davantage financièrement.

## L'économie du numérique en France
Le développement de l'économie numérique est crucial en ce qu'il entraîne en même temps le développement et la croissance des autres secteurs d'activités[réf. nécessaire]. De fait, le secteur de l'économie numérique représente le secteur le plus dynamique de l'économie mondiale avec un taux de croissance double de celui de l'économie dans la plupart des pays développés[réf. souhaitée]. En 1998, la désindustrialisation via le fabless prévoyaient de créer 2 757 000 emplois dans la haute technologie sous 10 ans aux États-Unis ; en 2008, le rapport a observé une destruction exacte de 68 000 emplois sur cette période malgré une croissance annuelle d’environ 5 % : « c’est la crise avant la crise ».
La France a un retard dans ses investissements dans ce domaine par rapport aux pays de l'Europe du Nord et aux États-Unis. Les plans de développement de l'économie numérique des gouvernements se succèdent, chacun se proposant de faire de la France un pays leader en la matière. Ces plans reprennent les thématiques suivantes :
- Intensification des accès aux réseaux numériques, voir les plans "Très Haut Débit" ;
- développement d'une offre de contenus numériques ouverte ;
- sensibilisation des professionnels aux usages et des services numériques ;
- sensibilisation à la sécurité, développement de la confiance, respect des données personnelles, Open Data ;
- rénovation de la gouvernance et l'écosystème de l'économie numérique, neutralité du Net.

L'efficacité de ces plans n'a pas encore été démontrée.
La vente numérique doit obéir à un certain formalisme pour être valable. En effet, l'acheteur doit pouvoir identifier facilement le vendeur. Il doit pouvoir consulter les conditions générales de vente et les accepter. De plus, en cas d'archivage de son contrat, il doit en connaître les modalités et le mode d'accès. Enfin avant la conclusion du contrat de vente, il doit pouvoir identifier ses erreurs de saisie et les modifier[réf. souhaitée]. Il reste encore bien du travail à l’État régalien dans ces domaines (identité numérique, confiance dans l'économie numérique, contrôle de la surveillance) pour l'ensemble de l'économie puisse bénéficier de cette formidable chance.
Aujourd'hui, le secteur du numérique est un secteur dynamique qui connaît une croissance soutenue et régulière et qui contribue à hauteur de 5,2 % du PIB français en 2010 et représente un quart de la croissance économique nationale Source:rapport McKinsey (chiffres extraits de l'étude "France Numérique 2012-2020").
Le secteur du numérique est :
- l'un des principaux bénéficiaires du Crédit Impôt Recherche (CIR) dont le montant atteint 5 millions d'euros en 2009
- le secteur le plus soutenu par OSEO : 1 122 projets et 158 millions d'euros de subventions et d'avances remboursables.

## Marchés de l'emploi et de la formation
Selon l'étude McKinsey « Impact d'internet sur l'économie française » de mars 2011, Internet a permis la création de 700 000 emplois (directs, indirects et induits) en France en l'espace de 15 ans, soit un quart des créations nettes d'emplois sur cette période. D'après les prévisions de ce cabinet, le secteur du numérique devrait créer encore 450 000 emplois d'ici 2015.
Cette étude est cependant contestée par l'association MUNCI qui, en s'appuyant sur des statistiques publiques, affirme que l'économie numérique a créé moins de 300 000 emplois sur cette période.
De plus, en matière de développement numérique la France se situe dans la moyenne de l'OCDE (17e rang sur 34 concernant le développement de la société d'information), ce qui laisse une marge de progression importante pour ce secteur.
Le secteur du numérique représente de nombreux débouchés (consultant, ingénieur, rédacteur...) et bénéficie de multiples formations courtes (bac+2), longues (bac+5), en alternance.

## Exemples de numérisation de l’économie

### Passeport pour l'économie numérique
Il s'agit d'une initiation gratuite aux Technologies de l’Information et de la Communication (les applications de l’informatique, des télécommunications et d’Internet) à l'initiative du Ministère de l'économie, pour apprendre à se familiariser aux outils et aux usages numériques, en faveur des commerçants, artisans services et des professions libérales. Cette formation doit comporter au moins trois modules choisis parmi une liste de dix-huit dans l'un des 520 points d'accueil. Après l'obtention du « Passeport pour l'économie numérique », il y a une possibilité de bénéficier d'offres avantageuses afin de s'équiper selon les besoins prédéfinis relatifs aux équipements informatiques et télécoms.

### Les enjeux de la dématérialisation des marchés publics
Depuis le 1er janvier 2005, les administrations publiques peuvent diffuser des appels d'offres sous forme électronique pour lesquelles les entreprises intéressées pourront télécharger un dossier de "candidature" et répondre par la même voie, et ce, en toute sécurité, et en respectant la procédure légale. D'ailleurs, la dématérialisation des marchés publics est désormais inscrite dans le Code des marchés publics, à la suite d'un décret en date du 17 décembre 2008 modifiant diverses dispositions régissant les marchés soumis au code des marchés publics et aux décrets pris pour l'application de l'ordonnance n° 2005-649 du 6 juin 2005 relative aux marchés passés par certaines personnes publiques ou privées non soumises au code des marchés publics
avantages: Gain de temps, coût moindre (papier...), pas de déplacement, permet d'élargir l'offre à un plus grand nombre d'entreprises.

### Les moyens de paiement en ligne
Alors qu’il est de plus en plus fréquent aujourd'hui d'effectuer des achats en ligne, il devient primordial que les paiements soient suffisamment sécurisés afin d'acquérir la confiance des consommateurs. Le moyen de paiement en ligne est la carte bancaire. Encore faut-il prendre des précautions. En effet, il faut s'assurer de l'identité du e-commerçant. Il suffit alors de donner son nom, le numéro de la carte bancaire, la date de validité de la carte bancaire ainsi que les 3 chiffres du pictogramme au dos de la carte bancaire. Lors du paiement en ligne, le consommateur doit alors s'assurer que l'URL dans la barre d'adresse commence par HTTPS et qu'un cadenas fermé s'affiche dans la barre du navigateur.
En 2001, un nouveau moyen de paiement apparaît. Il s'agit de l'e-carte bleue. Grâce à ce dispositif, le consommateur qui aura téléchargé le logiciel de sa banque pourra effectuer une seule opération bancaire en ligne via un identifiant à usage unique et de courte durée.
Depuis la loi du 15 novembre 2001 relative à la sécurité quotidienne, « dans les 70 jours suivant l’opération, si le paiement a été effectué frauduleusement, à distance, sans utilisation matérielle de la carte, ou si la carte a été contrefaite et que, au moment de l’opération, le propriétaire de la carte était lui-même en possession physique de sa carte. »
Aujourd'hui, il existe un nouveau moyen de paiement en ligne mis en place par Paypal. Les internautes créent un compte Paypal ce qui leur permet ensuite d'effectuer des achats en ligne sans divulguer leur numéro de carte bancaire pour chaque opération.

## Les acteurs de l'économie numérique en France

### Syndicats et organisations professionnelles
CINOV-IT : CINOV-IT est l'un des 12 syndicats techniques de la chambre patronale CINOV qui a pour mission la représentativité et la défense des intérêts des TPE/PME de la branche des Bureaux d'études techniques (dite "Syntec-Cinov") au sein des instances paritaires nationales (CPCCN, CPNE, ADESATT, FAFIEC, FIF-PL) et internationales (EFCA, FIDIC). CINOV-IT rassemble les petites et moyennes entreprises du numérique : professions libérales, salariés en portage salarial, TPE et PME.
Syntec numérique : Le Syntec Numérique est un syndicat professionnel français de l'industrie du numérique qui regroupe 1200 entreprises. Il assure un rôle de porte-parole de son secteur auprès des institutions et des pouvoirs publics, de créateur de contenu (publication de données sur le secteur du numérique) ainsi que la promotion des métiers du numérique auprès des jeunes.

### Associations
ADN'Ouest (Association des Décideurs du Numérique) : créée en 2012, cette association a pour but de mettre en valeur les apports des métiers du numérique et de favoriser les échanges entre les acteurs du Grand Ouest.
L’Association Francophone de Recherche en Économie Numérique a pour objet de favoriser et promouvoir la recherche en économie numérique dans les pays francophones, et de réaliser des recherches et études scientifiques dans le domaine.
L'AFINEF est l'association des industriels du numérique de l'éducation et de la formation continue en France.
L'AFDEL (Association des Éditeurs de Logiciels et de Solutions Internet) a été créée en 2005 "pour pallier le déficit de représentation de la profession d’éditeur de logiciels et contribuer au développement des PME et Start ups du secteur". Elle compte 320 membres français et internationaux.
L'APROGED est l’association professionnelle pour l'économie numérique en France. Elle compte plus de 100 adhérents.
L'ASIC (Association des Services Internet Communautaires - Google, Priceminister, Dailymotion, Yahoo! et autres) est une organisation qui cherche à promouvoir un "nouvel internet", un nouvel usage d'internet.
Leur but est donc d'organiser une certaine forme de lobbying auprès des différentes institutions internationales (Union Européenne, Assemblée Nationale, etc.) pour défendre et inciter le développement d'internet et de l'ensemble de l'économie qui en gravite. Il faut noter d'ailleurs que l'un des vice-présidents n'est autre que Pierre Kosciusko-Morizet, Président directeur général du Groupe PriceMinister, le frère de Nathalie Kosciusko-Morizet, secrétaire d'État à l'économie numérique.
Association Pasc@line : créée en 2006, Pasc@line est une association qui a pour membres 75 écoles d'ingénieurs et universités qui forment les jeunes aux métiers du numérique et plus de 1 000 entreprises du Syntec Numérique et du CICF qui recrutent des jeunes diplômes pour intervenir dans le secteur de l'économie numérique en France. Pasc@line assure également la promotion des métiers du numérique auprès des jeunes, filles et garçons, dès le lycée en collaboration avec le Ministère de l'Éducation nationale et dans le premier cycle d'enseignement supérieur.
L'association Forum ATENA participe aux débats d'idées sur le numérique, en plaçant plus particulièrement les échanges dans un esprit d'ouverture, à la convergence du monde des entreprises et de l'enseignement supérieur, au travers de nombreuses conférences, newsletters, livres blancs.
EuroCloud France est l'association des entreprises acteurs du Cloud Computing. Elle comptait 200 entreprises en octobre 2014 en France. Elle fait partie de la fédération européenne EuroCloud qui compte 22 associations nationales en Europe pour un total de 1000 entreprises du Cloud Computing.
MUNCI est la principale association professionnelle en France dans le secteur du numérique pour les personnes physiques (salariés, indépendants et demandeurs d'emploi des métiers du numérique). L'association édite notamment un document qui répertorie les principales organisations (associatives, professionnelles et autres...) du numérique en France.

## L'économie du numérique dans les pays sous-développés
L’avènement du numérique et l’ère de la numérisation si d’un côté ont entraîné une troisième révolution industrielle, qui a mené au remplacement de certaines tâches accomplies auparavant par l’homme, de l’autre ils ont permis la création de l’économie du numérique, qui voit aujourd'hui un bassin de 3.5 milliards d’utilisateurs. La numérisation a permis aux entreprises de se concentrer à nouveau sur leur propre cœur de métier, en plaçant en externalisation plusieurs activités. C’est ainsi qu’on a assisté à une forme nouvelle de délocalisation du travail, grâce surtout à l’utilisation de plateformes qui facilitent la rencontre entre la demande et l’offre de travail. De telles natures sont les plateformes Amazon’s Mechanical Turk, UpWork, et ClickWorker, qui demandent surtout l’accomplissement de tâches difficiles à automatiser, contre un payement à la pièce qui rappelle le système productif de la grande usine du XVIIIe siècle. L’Afrique subsaharienne a connu, dans les cinq dernières années, une véritable révolution à niveau de connexion avec le reste du monde : les câbles à fibre optique installés ont permis la connexion à plus d’un million d’utilisateurs à travers leur ordinateur mais ce qui est encore plus impressionnant ce sont les 700 millions utilisateurs de mobiles. En 2013, une étude menée par McKinsey montre comme l’impact de l’internet sur le PIB de l’Afrique a eu un impact positif estimé autour de 1,1 % ; dans le même rapport, il souligne comme les projets numériques pourraient contribuer à une croissance de 10 % du PIB en 2025, pour une valeur de 300 milliards de dollars.
Si cette vague de numérisation est perçue comme la naissance de l’économie du numérique en Afrique, il y a une red line  entre cet espoir et le cauchemar d’un « parasitic capitalism » au profit des grandes firmes numériques. D’où l’exigence de la création d’une réglementation, au niveau étatique, capable d’assurer les droits fondamentaux à ces travailleurs, et une  « transnational digital workers’ union », qui pourrait favoriser une prise de conscience du rôle joué par cette nouvelle catégorie de digital workers. M. Graham (2017) montre comme il y a une géolocalisation très marquée de la demande et de l’offre de l’accomplissement de ces tâches, souvent répétitives et peu qualifiées. Si la demande est trainée par les Pays développés, l’offre reste concentrée dans les Pays les plus pauvres, dont l’Afrique sous-saharienne en est un exemple. Dans ce contexte, on assiste à un surplus de l’offre, qui exacerbe la concurrence et empêche la mise en place d’un système collaboratif. De l’enquête émerge comme ces particuliers travailleurs dépensent en moyenne 18h par semaine en recherchant et s’informant sur les possibles offres de travail online, en tirant un revenu de 50 centimes par heure. La main d’œuvre peu qualifiée, le taux d’inoccupation élevé, la fiscalité favorable et une offre de travail totalement déséquilibrée, sont les variables qui favorisent, encore une fois, l’exploitation du continent noir. 

## Consommation énergétique du numérique
Le think tank The Shift Project publie le 4 octobre 2018 un rapport sur l'impact environnemental du numérique. Selon ce rapport, la croissance du nombre d’utilisateurs équipés d’au moins un terminal connecté (notamment dans les pays en développement), l’augmentation du ratio du nombre de terminaux connectés par individu (de 2,1 en 2015 à 3,3 en 2020 en moyenne mondiale), l’augmentation du trafic vidéo couplée à la part croissante des images de qualité HD et UHD et au déport des usages vers de la consommation à la demande (streaming, VOD, cloud gaming) provoquent une explosion du trafic sur les réseaux (plus de 25 % par an) et dans les centres données (+35 % par an). Cette croissance se produit à un rythme qui surpasse celui des gains d’efficacité énergétique des équipements, des réseaux et des centres de données.
Cette évolution se traduit par la consommation énergétique du Numérique qui représente 11 % de la consommation mondiale d'électricité en 2013, 14 % en 2017, et selon les projections, presque 16 % en 2020, d'où les réflexions sur la sobriété numérique.
Selon une étude publiée dans la revue Patterns, les téléphones, ordinateurs, télévisions et autres centres de données génèrent entre 2,1 % et 3,9 % des émissions mondiales de gaz à effet de serre (GES), contre 2,5 % pour l'aviation civile,. Selon un site belge, si le secteur informatique était un pays, il serait le 3è consommateur d’électricité dans le monde.